# William Pimm
William Edwin Pimm (Bow, Londres, 10 de desembre de 1864 - Miami, Florida, 1952) va ser un tirador anglès que va competir a començaments del segle xx. Fou el primer britànic en guanyar dues medalles d'or en tir, una gesta que fou igualada el 1986 per Malcolm Cooper.
El 1908 va prendre part en els Jocs Olímpics de Londres, on disputà quatre proves del programa de tir. En la prova de carrabina per equips guanyà la medalla d'or, mentre en carrabina, blanc fix i carrabina, blanc mòbil fou sisè. En carrabina, blanc cec fou quinzè.
Quatre anys més tard va disputar quatre proves més del programa de tir als Jocs d'Estocolm. A Estocolm guanyà la medalla d'or en carrabina, 50 metres, per equips i la de plata en carrabina, 25 metres, per equips. En la prova de carrabina, 25 metres fou setè i en carrabina, 50 metres desè.
A banda de tirador fou un reconegut pintor de paisatges i retrats, format a Anvers, on va conèixer a Vincent van Gogh, i a la seva futura muller, Louise Van Tongelen. Durant la Primera Guerra Mundial va ser enviat al front per fer dibuixos de les línies alemanyes. El 1940 emigrà als Estats Units, on va viure fins a la seva mort, el 1952.